# 드라이브어웨이 돌스
《드라이브어웨이 돌스》(영어: Drive-Away Dolls)는 2024년 개봉한 미국의 코미디 로드 영화이다. 에단 코엔이 감독과 공동각본을 맡았다.

## 출연
- 마거릿 퀄리 - 제이미
- 제럴딘 비스워너던 - 메리언
- 비니 펠드스틴 - 수키
- 페드로 파스칼 - 산토스
- 콜먼 도밍고 - 서장
- 빌 캠프 - 컬리
- 맷 데이먼 - 셔넬 상원의원
- 조이 슬로트닉 - 알리스